# Strażnica WOP Poniwiec

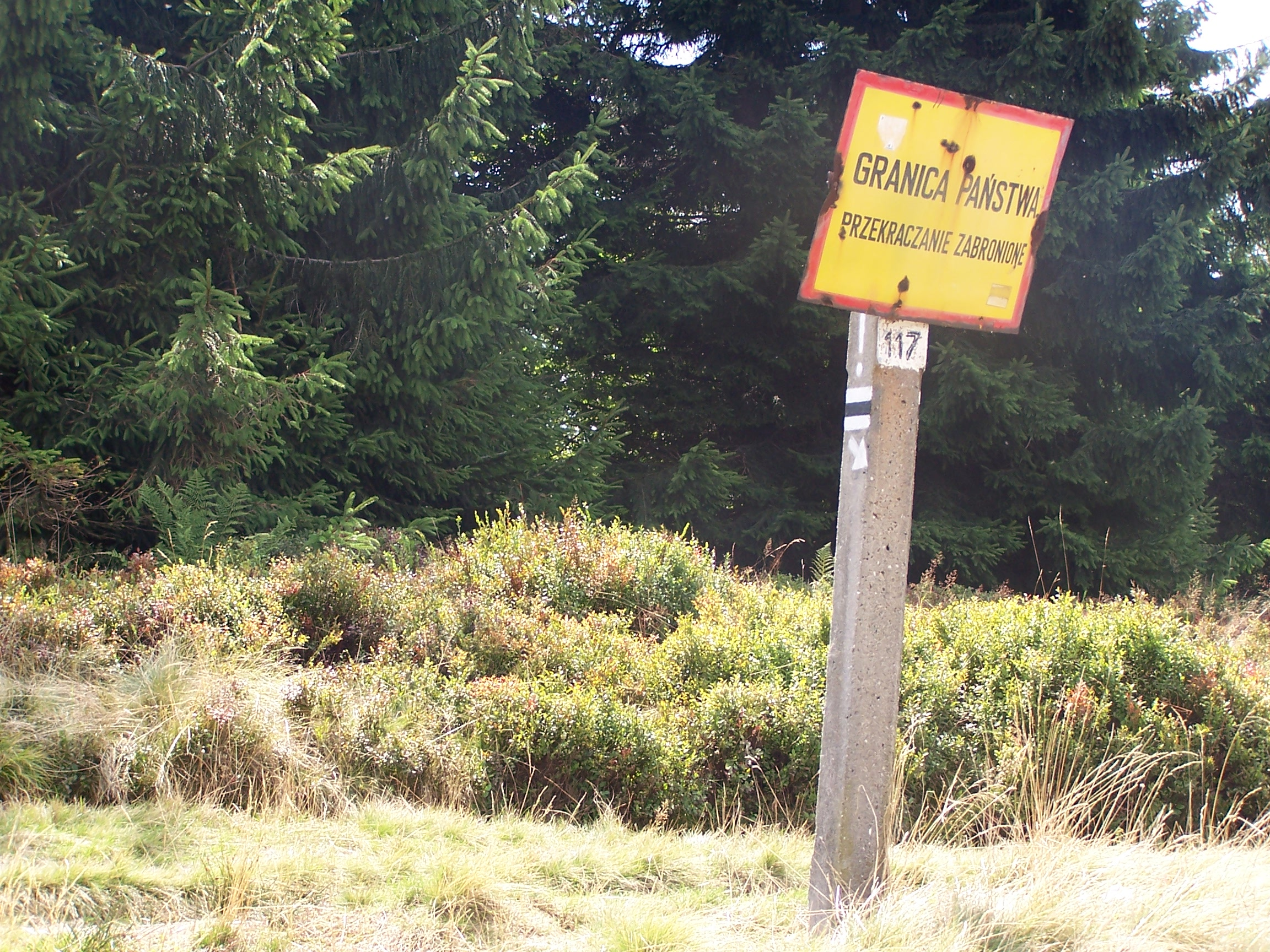
Tablica „Granica Państwa – przekraczanie zabronione“ na górze Czantoria Wielka (sierpień 2006)

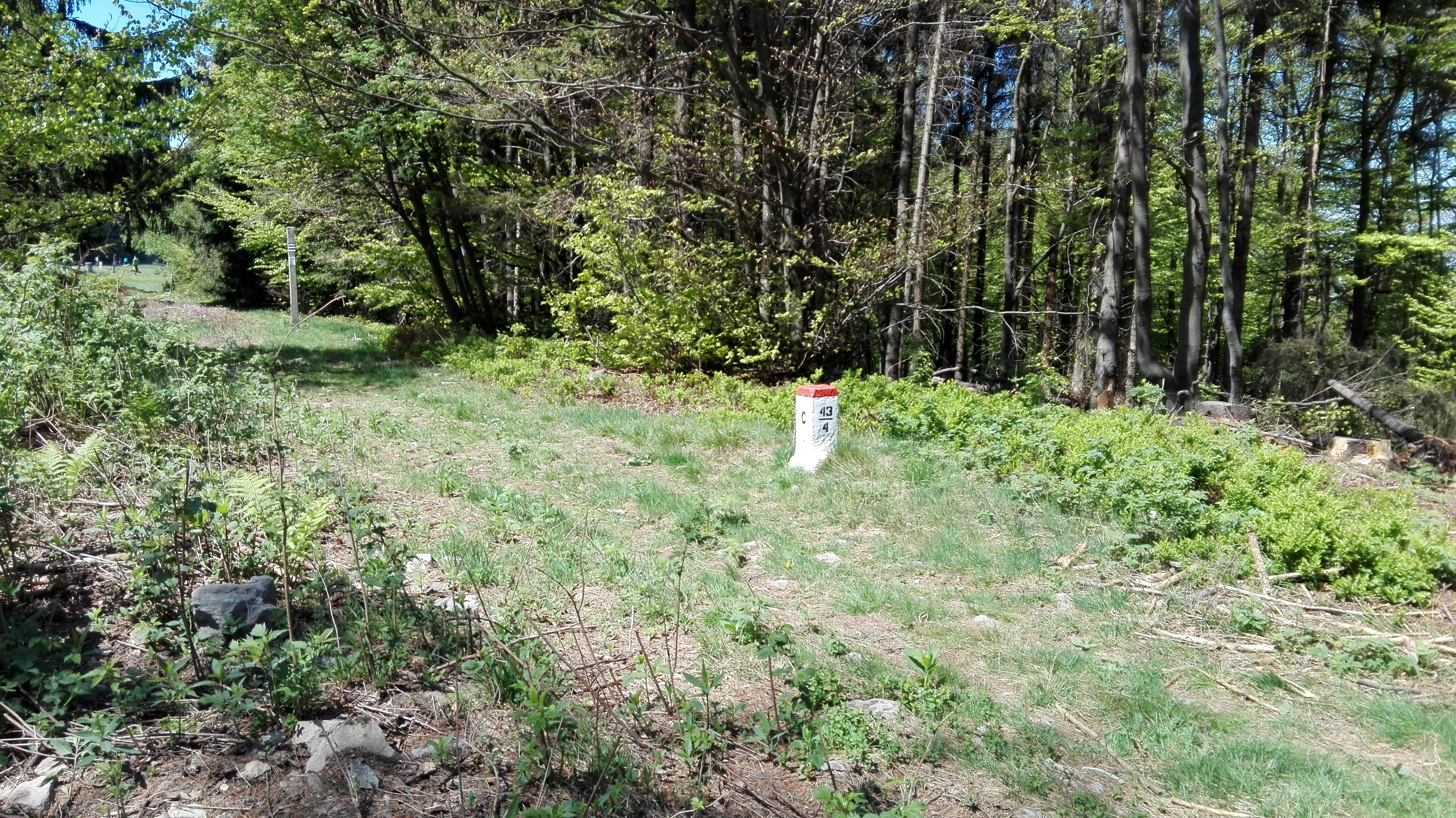
Czantoria, znak gran. nr 43/4 na granicy polsko-czeskiej (maj 2018)

Strażnica Wojsk Ochrony Pogranicza Polana/Poniwiec – zlikwidowany podstawowy pododdział Wojsk Ochrony Pogranicza pełniący służbę graniczną na granicy polsko-czechosłowackiej.

Strażnica Straży Granicznej w Ustroniu – zlikwidowana graniczna jednostka organizacyjna Straży Granicznej realizująca zadania bezpośrednio w ochronie granicy państwowej z Czechosłowacją/Republiką Czeską.
Placówka Straży Granicznej w Ustroniu – zlikwidowana graniczna jednostka organizacyjna Straży Granicznej realizująca zadania w ochronie granicy państwowej z Republiką Czeską.

## Formowanie i zmiany organizacyjne
Strażnica została sformowana w 1945 w strukturze 44 komendy odcinka Ustroń jako 203 strażnica WOP (Polana) o stanie 56 żołnierzy. Kierownictwo strażnicy stanowili: komendant strażnicy, zastępca komendanta do spraw polityczno-wychowawczych i zastępca do spraw zwiadu. Strażnica składała się z dwóch drużyn strzeleckich, drużyny fizylierów, drużyny łączności i gospodarczej. Etat przewidywał także instruktora do tresury psów służbowych oraz instruktora sanitarnego.
W związku z reorganizacją oddziałów WOP 24 kwietnia 1948, strażnica została włączona w struktury 61 batalionowi Ochrony Pogranicza, a 1 stycznia 1951 41 batalionu WOP w Ustroniu.
Od 15 marca 1954 wprowadzono nową numerację strażnic, a strażnica WOP Poniwiec II kategorii otrzymała nr 208 w skali kraju.
1 stycznia 1960 była jako 1 placówka WOP II kategorii Poniwiec.
W 1963 dowódca WOP nakazał skrócić odcinek 3 Karpackiej Brygady WOP i ustalił linię rozgraniczenia między karpacką, a górnośląską brygadą na granicy województw krakowskiego i katowickiego. Nakazał też z dniem 1 stycznia 1964 przekazać Placówkę WOP Poniwiec Górnośląskiej Brygadzie WOP w Gliwicach. Termin zmieniono na 1 października 1963. Strażnicę włączono w struktury 42 batalionu WOP w Cieszynie. 
1 stycznia 1964 była jako 28 placówka WOP lądowa II kategorii Poniwiec.
W 1976, w związku z przejściem na dwuszczeblowy system dowodzenia, placówkę w Poniwcu podporządkowano bezpośrednio po sztab Górnośląskiej Brygady WOP w Gliwicach.
13 grudnia 1981 po wprowadzeniu stanu wojennego na terytorium kraju, dowódca GB WOP wewnętrznym rozkazem w miejscu stacjonowania poszczególnych batalionów, utworzył tzw. „wysunięte stanowiska dowodzenia” (zalążek przyszłych batalionów granicznych), którym podporządkował strażnice znajdujące się na odcinkach dawnych batalionów granicznych. Brygada wykonywała zadania ochrony granicy i bezpieczeństwa państwa wynikające z dekretu o wprowadzeniu stanu wojennego.
W 1983 strażnica WOP Poniwiec włączona została w struktury Jednostki WOP im. „Ziemi Cieszyńskiej” w Cieszynie, a od połowy 1984 utworzonego batalionu granicznego WOP Cieszyn.
Strażnica WOP Poniwiec funkcjonowała od kwietnia 1958 do lutego 1976, jako Placówka kadrowa WOP Poniwiec od lutego 1976 do lipca 1984, od lipca 1984 jako Strażnica WOP Poniwiec. 
Od 1989 stopniowo, po odejściu żołnierzy służby zasadniczej do rezerwy, strażnicę rozwiniętą przekształcano w strażnicę kadrową na czas „P” i funkcjonowała do 15 maja 1991. Żołnierze służby zasadniczej WOP z ostatnich poborów nadal pełnili służbę w strażnicy już po utworzeniu Straży Granicznej, równolegle z przyjętymi do służby kandydackiej funkcjonariuszami SG.
Straż Graniczna:
15 maja 1991 po rozwiązaniu Wojsk Ochrony Pogranicza, 16 maja 1991 strażnica przejęta została przez Beskidzki Oddział Straży Granicznej w Cieszynie i przyjęła nazwę Strażnica Straży Granicznej w Ustroniu-Poniwcu.
1 grudnia 1998 Decyzją nr 34 Komendanta Głównego Straży Granicznej z dnia 5 sierpnia 1998, Strażnica SG w Ustroniu-Poniwcu włączona została w struktury Śląskiego Oddziału Straży Granicznej w Raciborzu. 
W 2002, strażnica miała status strażnicy SG I kategorii.
W 2000 rozpoczęła się reorganizacja struktur Straży Granicznej związana z przygotowaniem Polski do wstąpienia, do Unii Europejskiej i przystąpieniem do Traktatu z Schengen. W wyniku tego, 2 stycznia 2003 Strażnica SG w Ustroniu-Poniwcu przejęła wraz z obsadą etatową pod ochronę część odcinka, po zlikwidowanej Strażnicy SG w Wiśle.
Jako strażnica Straży Granicznej w Ustroniu-Poniwcu funkcjonowała do 23 sierpnia 2005 i 24 sierpnia 2005 Ustawą z 22 kwietnia 2005 O zmianie ustawy o Straży Granicznej... została przekształcona na Placówkę Straży Granicznej w Ustroniu (Placówka SG w Ustroniu). Znacznie rozszerzono także uprawnienia komendantów, m.in. w zakresie działań podejmowanych wobec cudzoziemców przebywających na terytorium RP.
Jako placówka SG w Ustroniu funkcjonowała do 15 stycznia 2008, kiedy to została zlikwidowana. Ochraniany przez placówkę odcinek granicy, przejęła placówka Straży Granicznej w Cieszynie.

## Ochrona granicy
W 1959 placówka WOP nr 1 Poniwiec kategorii II ochraniała odcinek granicy państwowej o długości 9250 m:
- Włącznie znak graniczny nr III/228, wyłącznie znak gran. nr III/235.
- Linia rozgraniczenia:

1. ze strażnicą WOP Leszna Górna: wyłącznie znak gran. nr III/235 w kierunku północnym] Cisownica, Kozakowice, dalej do południowego skraju jeziora Skoczów, wyłącznie Skoczów.

1 stycznia 1964 na ochranianym odcinku przez strażnicę funkcjonowało przejście graniczne małego ruchu granicznego (mrg) w których kontrolę graniczną i celną osób, towarów oraz środków transportu wykonywała załoga strażnicy:
- Beskidek-Beskydek.

Do lutego 1976 Strażnica WOP Poniwiec ochraniała odcinek granicy państwowej:
- Wyłącznie znak gran. nr III/249.

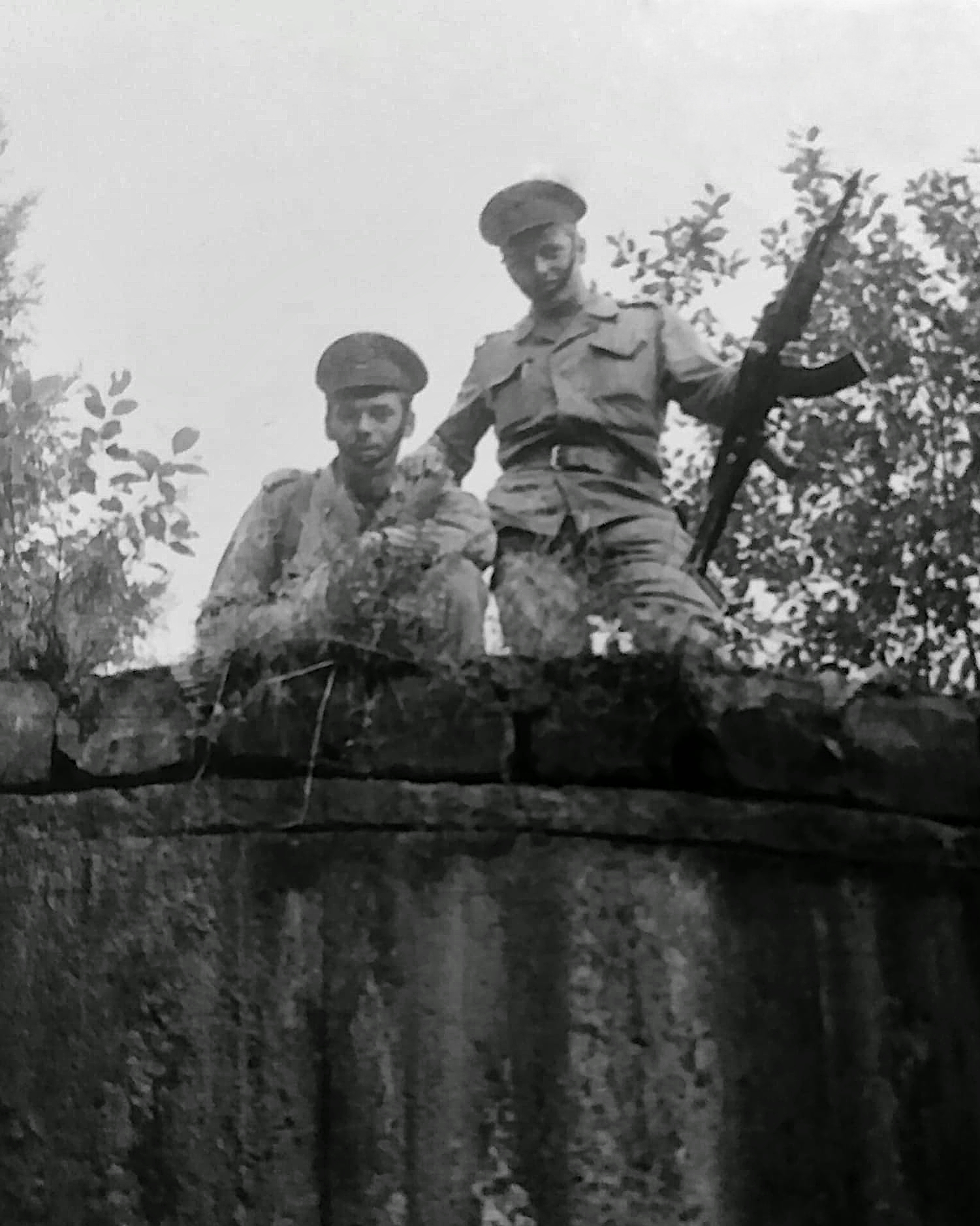
Żołnierze WOP na tzw. „studni” w drodze na Czantorię (1988)

W okresie lipiec 1984–luty 1990, rozwinięta górska strażnica lądowa WOP Poniwiec I kategorii, ochraniała odcinek granicy państwowej:
- Włącznie znak gran. nr III/223[17], wyłącznie znak gran. nr III/246.
- W okresie zimowym pas śnieżny sprawdzany był minimum: na głównym kierunku dwukrotnie, na pozostałym raz w ciągu doby.
- Współdziałała w zabezpieczeniu granicy państwowej z:
  - Strażnice WOP w: Lesznej Górnej i Jaworzynce
  - Grupa Operacyjno-Rozpoznawcza Zwiadu w Wiśle[18].

W okresie luty 1990–15 maja 1991 Strażnica WOP Poniwiec, ochraniała odcinek granicy państwowej:
- Wyłącznie znak gran. nr III/246.
- Współdziałała w zabezpieczeniu granicy państwowej z:
  - Strażnice WOP w: Lesznej Górnej i Wiśle
  - Sekcja Zwiadu WOP w Cieszynie
- W ochronie granicy dowódcy strażnicy ściśle współpracowali ze swoimi odpowiednikami tj. naczelnikami placówek OSH (Ochrana Statnich Hranic) CSRS.

Straż Graniczna:
W okresie 16 maja 1991–1 stycznia 2003, Strażnica SG w Ustroniu-Poniwcu ochraniała odcinek granicy państwowej:
- Wyłącznie znak gran. nr I/46.

2 lipca 1997 na odcinku strażnicy zostało uruchomione na szlaku turystycznym (turystyczne) przejście graniczne, gdzie kontrolę graniczną i celną osób, towarów oraz środków transportu wykonywała załoga strażnicy:
- Cisownica-Nýdek.

2 stycznia 2003 odcinek strażnicy został wydłużony, wyłącznie do znaku gran. nr I/23 tj. Kiczory (szczyt)), po przejęciu części odcinka granicy państwowej po zlikwidowanej Strażnicy SG w Wiśle.
W okresie 2 stycznia 2003–15 stycznia 2008, Strażnica SG w Ustroniu-Poniwcu/Placówka SG w Ustroniu ochraniała odcinek granicy państwowej:
- Włącznie znak gran. nr I/23, wyłącznie znak gran. nr I/46.
- Zasięg terytorialny strażnicy obejmował: Ustroń, Wisła, Brenna, Szczyrk. Był to odcinek granicy państwowej od Kubalonki po Małą Czantorię([20]).
- Komendanci strażnicy/placówki współdziałali w zabezpieczeniu granicy państwowej z placówkami po stronie czeskiej cizinecké policie RCPP.

20 sierpnia 2007 na odcinku Placówki SG w Poniwcu zostało uruchomione turystyczne przejście graniczne, gdzie kontrolę graniczną i celną osób, towarów oraz środków transportu wykonywała załoga placówki:
- Wielka Czantoria-Velká Čantoryje.

## Wydarzenia
- 1956 – koniec czerwca, początek lipca w okresie tzw. „Wypadków poznańskich”, przy linii granicznej i w strefie działania, odnajdywano pakunki zawierające ulotki z tzw. „bibułą”, przytwierdzone do balonów leżących na ziemi[21]. W związku z masowością zjawiska, żołnierze otrzymali zezwolenie na użycie broni, celem zestrzelenia nisko przelatujących balonów (nawet jeśli znajdowały się na terytorium czechosłowackim, ale w zasięgu ognia – to samo czynili pogranicznicy czechosłowaccy)[22].
- 1960 – na odcinku strażnicy wprowadzono żołnierzy służby N (niemundurowej) – w ubraniach cywilnych. Przy ich pomocy zabezpieczano Ustroń (góra Czantoria)[23].
- 1973 – strażnica została wyposażona w skuter śnieżny Buran umożliwiający patrolowanie granicy w zimie[24].
- 13 grudnia 1981–22 lipca 1983 – (stan wojenny w Polsce), normę służby granicznej dla żołnierzy podwyższono z 8 do 12 godzin na dobę[25]. Patrole wysyłane w teren zostały wzmocnione. Wyeliminowano służby składające się z jednego żołnierza. Ścisłą kontrolą objęto całą strefę nadgraniczną, zamknięte zostały niektóre szlaki turystyczne, a ruch w strefie nadgranicznej został znacznie ograniczony. W stan gotowości były postawione wszystkie pododdziały odwodowe. Mimo utrudnionych warunków nie zaprzestano współpracy z ludnością pogranicza[26].
- 1982 – 10 czerwca obsada strażnicy WOP Poniwiec: mjr Stanisław Molenda (d-ca strażnicy), st. chor. Roman Siwiec (z-ca d-cy strażnicy), sierż. szt. Józef Naczas, sierż. Krzysztof Swat, st. chor. Józef Wraga, sierż. Andrzej Grzeszczak, st. sierż. Mieczysław Piotrowski, st. sierż. Antoni Szewczyk, st. sierż. Kazimierz Cisowski, st. chor. Stanisław Baska...[27].
- 1983 – na skutek pobicia, został ciężko ranny żołnierz strażnicy, po pościgu i obławie przez Milicję Obywatelską i WOP sprawca popełnił samobójstwo w prywatnej kwaterze na terenie miejscowości Wisła[28].
- 1984 – 4 marca w czasie pełnienia służby granicznej, w rejonie góry Czantorii, zginął tragicznie st. chor. Józef Wraga. Został pochowany na cmentarzu komunalnym w Cieszynie[28].

## Sąsiednie graniczne jednostki organizacyjne
- 202 strażnica WOP Stożek ⇔ 204 strażnica WOP Punców – 1946
- 202 strażnica WOP Wisła ⇔ 203a strażnica WOP Dzięgielów – po 1946
- 207 strażnica WOP Wisła ⇔ 209 strażnica WOP Dzięgielów – 15.03.1954
- 2 placówka WOP Wisła II kat. ⇔ 26 strażnica WOP Leszna Górna III kat. – 1.01.1960
- 29 placówka WOP Wisła lądowa II kat. ⇔ 27 strażnica WOP Leszna Górna lądowa III kat. – 1.01.1964
- Strażnica kadrowa WOP Wisła ⇔ Strażnica WOP Leszna Górna – do.07.1984
- Strażnica WOP Jaworzynka rozwinięta I kat. ⇔ Strażnica WOP Leszna Górna rozwinięta I kat. – 07.1984–02.1990
- Strażnica kadrowa WOP Wisła ⇔ Strażnica kadrowa WOP Leszna Górna – 03.1990–15.05.1991

Straż Graniczna:
- Strażnica SG w Wiśle ⇔ Strażnica SG w Lesznej Górnej – 16.05.1991–1.01.2003
- Strażnica SG w Jaworzynce ⇔ GPK SG w Lesznej Górnej – 2.012003–23.08.2005
- Placówka SG w Jaworzynce ⇔ Placówka SG w Lesznej Górnej – 24.08.2003–15.06.2006
- Placówka SG w Jaworzynce ⇔ Placówka SG w Cieszynie – 16.06.2006–14.01.2008.

## Komendanci/dowódcy strażnicy/placówki
- Stanisław Wąsowicz p.o. (2.05.1949–31.12.1950)[29]
- kpt. Stanisław Molenda (1.06.1963–2.09.1965[i])[30][27]
- Ryszard Piotrowski (1.02.1975–30.09.1975)[j][31]
- mjr Stanisław Molenda (1.10.1975–7.11.1984)[30][27]
- por./mjr Jerzy Górecki[32] (1984–01.04.1991[33])[34]

Komendanci strażnicy SG:
- mjr SG/ppłk SG Jerzy Górecki (2.04.1991–był w 07.2003)

Komendanci placówki SG:
- ppłk SG Witold Domagała[k] p.o.? (do 30.04.2007)
- ppłk SG Zbigniew Liszka (1.03.2007[l]–15.01.2008) – do rozformowania[m].